# Bo-taoshi
El bo-taoshi (棒倒し, bō-taoshi, "tombar el pal"), és un joc de l'estil de captura la bandera, que es juga el dia de l'esport a les escoles japoneses. El joc, jugat tradicionalment pels cadets de l'Acadèmia Nacional de Defensa en el seu aniversari, és famós per la quantitat de jugadors, que arriba a les 150 persones, en el qual cada equip lluita pel control del pal dels contraris Cada equip es divideix en dos grups de 75 atacants i 75 defensors. Els defensors comencen amb una orientació defensiva respecte el seu pal, mentre que els atacants prenen posició a una certa distància del pal de l'altre equip. Un equip perd si el seu pal és tombat a menys de 30° de l'horitzontal (el pal comença estant perpendicular, a 90°). Fins un canvi de regles el 1973, el pal només s'havia de tombar fins a 45°.

## Regles i posicions dels jugadors
L' Acadèmia de Defensa Nacional del Japó defineix les regles i les posicions de la següent manera:

### Regles
- Un partit dura dos minuts.
- Un equip perd quan el seu pal s'inclina a un angle de 30°. En aquest cas, un àrbitre ho indica amb una bandera i després declara l'equip guanyador.
- Si no s'aconsegueix tombar el pal de cap dels equips en el temps del partit, el guanyador quedarà per decidir i el partit es repetirà.
- Un equip està format per 150 jugadors, dividits en atacants i defensors. Els jugadors atacants porten samarretes del color del seu equip, els defensors porten samarretes blanques.
- Es prohibeixen els cops de puny, els cops de peu, l'estrangulament i altres conductes perilloses similars.

### Posicions de defensa
- Genet a dalt (上乗り, uwanori): un sol jugador assegut o aferrat a la part superior del pal.
- Cercle (サークル, sākuru): jugadors envoltant el pal en cercle.
- Suport del pal (棒持ち, bō-mochi): jugadors dins del cercle suportant la base del pal.
- Interferència (キラー, kirā, assassí): jugadors interferint els atacants.

### Posicions ofensives
- Atacant (遊撃, yūgeki, atac): jugadors ofensius individuals.
- Scrum (スクラム, sukuramu): formacions de jugadors que s'enfonsen al cercle defensiu, convertint-se en trampolins per als atacants que carreguen contra el pal.
- Càrrega (突攻, tsukikō, atac sobtat): jugadors que carreguen contra el pal